# Homburger Folioheft

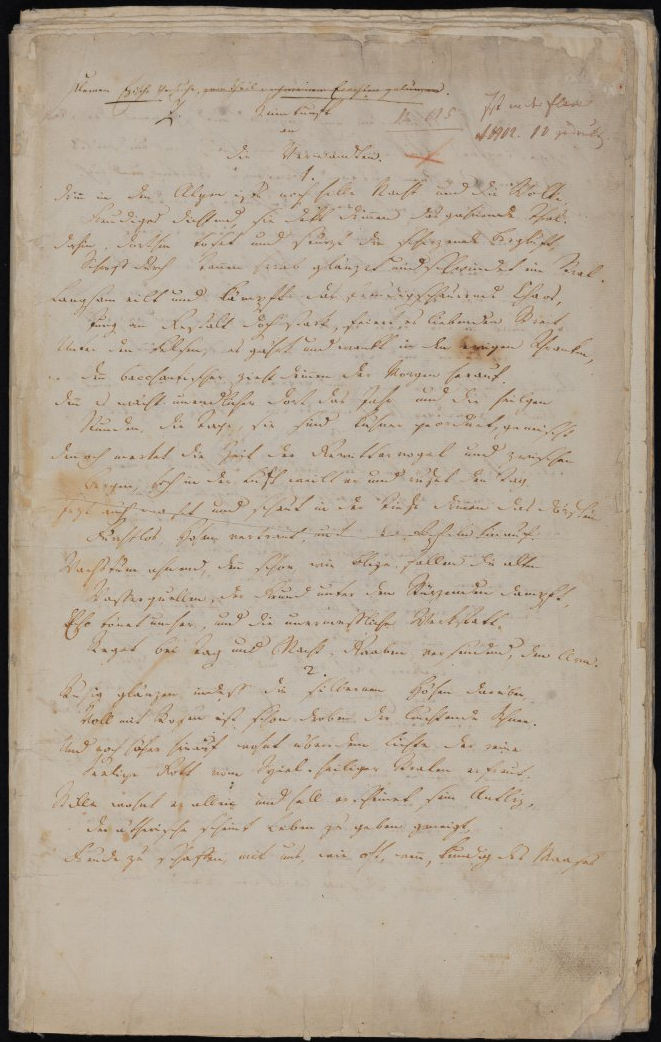
Homburger Folioheft Seite 1, Heimkunft Vers 1–25. Oben rechts von der Hand Karl Goks: „Ist in der Flora 1802. IV. gedrukt“.

Das Homburger Folioheft ist ein Bündel von eigenhändigen Niederschriften von Gedichten, Gedichtentwürfen, -plänen und -bruchstücken Friedrich Hölderlins (1770–1843). Es gilt als das bedeutendste Autographkonvolut des Dichters. Die 23 Doppelblätter, also 92 Seiten, in Großfolioformat, etwa 24 × 39 cm, aus gelblichem Papier, sind von fremder Hand paginiert.

## Entstehung
Hölderlin beschrieb die Blätter, beginnend mit einer Reinschrift der Elegie Heimkunft, vermutlich vom Spätherbst 1802 bis 1807, Jahre, in denen seine psychische Krankheit voll ausbrach. Man findet in den Blättern ihre Spuren.
Mitte Mai oder Anfang Juni 1802 war Hölderlin von seiner Tätigkeit als Hauslehrer in Bordeaux nach Stuttgart zurückgekehrt, „leichenblaß, abgemagert, von hohlem wildem Auge, langem Haar und Bart, und gekleidet wie ein Bettler“. Er begab sich zur Mutter nach Nürtingen, war aber Anfang Juli schon wieder bei seinem Freund Christian Landauer (1769–1845) in Stuttgart. Dort erfuhr er vom Tod Susette Gontards († 22. Juni 1802), seiner Diotima. Die Nachricht trieb ihn wieder nach Nürtingen. Auf Drängen seines Freundes Isaac von Sinclair reiste er Ende September oder Anfang Oktober nach Regensburg, wo Sinclair im Auftrag des Landgrafen Friedrich V. von Hessen-Homburg bei der ab 24. August tagenden Reichsdeputation tätig war. Die Reise wirkte wohltätig auf ihn. Sinclair schrieb 1803, er habe „nie grösere Geistes u. Seelen Kraft als damahls bei ihm gesehen“. Der Dichter lebte einige Zeit in einer ruhigen Fassung. Davon zeugen die ausgewogenen, sicheren Schriftzüge der ersten Eintragungen ins Homburger Folioheft. Im Juni 1804 holte Sinclair Hölderlin von Nürtingen nach Homburg vor der Höhe und verschaffte ihm eine Anstellung als landgräflicher Bibliothekar.
Im Februar 1805 wurde Sinclair wegen Anzettelung einer revolutionären Verschwörung gegen den Kurfürsten Friedrich II. von Württemberg verhaftet. Hölderlin geriet in höchste Erregung. Auch er wurde hineingezogen, bis ihn im April ein ärztliches Gutachten für unzurechnungsfähig erklärte. Der Arzt schrieb: „Wie erschrake ich aber als ich den armen Menschen so sehr zerrüttet fande, kein vernünftiges Wort war mit ihm zu sprechen, und er ohnausgesetzt in der heftigsten Bewegung. <...> Und nun ist er, so weit daß sein Wahnsinn in Raserey übergegangen ist, und daß man sein Reden, das halb deutsch, halb griechisch und halb Lateinisch zu lauten scheinet, schlechterdings nicht mehr versteht.“ Im Juni wurde Sinclair nach ergebnisloser Untersuchung aus der Haft entlassen und kehrte nach Homburg zurück.
Als im Juli die Landgrafschaft Hessen-Homburg in dem neuen Großherzogtum Hessen-Darmstadt aufging, verlor Sinclair seine Anstellung. Er schrieb an Hölderlins Mutter: „Hochzuverehrende Frau Kammer Räthinn! Die Veränderungen, die sich leider! mit den Verhältnissen des Herrn LandGrafen zugetragen haben, die Ihnen auch schon bekannt sein werden nöthigen den Herrn LandGrafen zu Einschränkungen, und werden auch meine hiesige Anwesenheit wenigstens zum Theil aufheben. Es ist daher nicht mehr möglich, daß mein unglücklicher Freund, dessen Wahnsinn eine sehr hohe Stufe erreicht hat, länger eine Besoldung beziehe und hier in Homburg bleibe, und ich bin beauftragt Sie zu ersuchen, ihn dahier abhohlen zu lassen.“ Am 11. September wurde Hölderlin, der sich aufs äußerste sträubte, sich entführt glaubte und aus dem Wagen springen wollte, in das eben, 1805, fertiggestellte Tübinger Klinikum des Professors Johann Heinrich Ferdinand Autenrieth gebracht.
Im Sommer 1807 wurde er, dem der Arzt höchstens noch drei Jahre gab, als unheilbar aus dem Klinikum entlassen und dem fünfunddreißigjährigen Schreinermeister Ernst Friedrich Zimmer (1772–1838) und dessen zwei Jahre jüngerer Frau anvertraut. Er wohnte bei ihnen im heutigen Tübinger Hölderlinturm. „Hölderlin war kein gefährlicher Irre; man hob daher die strenge Observanz, der er sich im Klinikum hatte unterwerfen müssen, bald auf <...>. Der Unglückliche fühlte die Erleichterung seiner Lage sehr deutlich und bewahrte eine unauslöschliche Dankbarkeit für seine treuen Pflegeältern.“

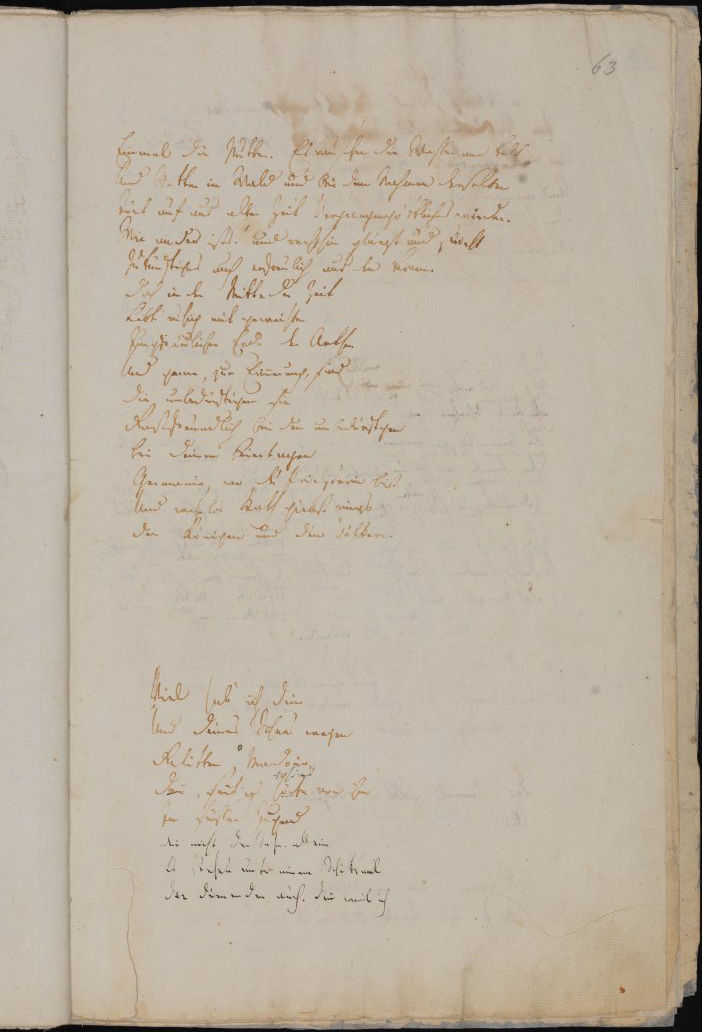
Homburger Folioheft Seite 63, Germanien Vers 98–112 und An die Madonna Vers 1–8, davon das „o“ und Vers 6–8 später eingefügt.

## Überlieferung
Zimmer übergab die Blätter des Homburger Foliohefts wohl 1807 an Hölderlins Mutter und seine Schwester Maria Eleonora Heinrike verh. Breunlin (1772–1850), die seit dem Tod ihres Mannes Theodor Breunlin (1752–1800) in Nürtingen mit der Mutter zusammenlebte. Von Mutter oder Schwester stammt vermutlich die frühere, jetzt aufgelöste Heftung der Blätter. Von Heinrike Breunlin kam das Bündel an ihren Sohn Fritz Breunlin (1797–1880), der es 1857 mit weiteren Manuskripten Hölderlins dem Bibliothekar, Archivar und Chronisten der Stadt Bad Homburg vor der Höhe Johann Georg Hamel (1811–1872) schenkte. Hamel ordnete es in die Homburger Stadtbibliothek ein. Seit 1975 befindet es sich als Depositum der Stadtbibliothek in der Württembergischen Landesbibliothek in Stuttgart. Über sie es digital verfügbar.
Als Produkt von Hölderlins „Wahnsinn“, jedenfalls gekennzeichnet durch seine beginnende Psychose, blieb das Homburger Folioheft lange unbeachtet. Weder die erste Sammelausgabe der „Gedichte“ Hölderlins, herausgegeben 1826 von Ludwig Uhland und Gustav Schwab, noch die „Sämmtlichen Werke“, herausgegeben 1846 von Gustav Schwabs Sohn Christoph Theodor Schwab (1821–1883), nehmen von ihm Notiz. Gedruckt wurden die Texte erst im 20. Jahrhundert, zuerst – in Auswahl – in den Bänden 4 (1916) und 6 (1923) der historisch-kritischen Ausgabe der Werke Hölderlins von Norbert von Hellingrath, Friedrich Seebaß (1887–1963) und Ludwig von Pigenot (1891–1976) sowie den Bänden 1 (1922) und 5 (1926) der unvollständig gebliebenen historisch-kritischen Ausgabe von Franz Zinkernagel (1878–1935),
Neuere, Vollständigkeit anstrebende Drucke der Texte des Foliohefts sind enthalten in:
- Band 2 „Gedichte nach 1800“ (1951; Band 2, 1 Textband; Band 2, 2 Kommentarband) der  historisch-kritischen Stuttgarter Ausgabe von Friedrich Beissner, Adolf Beck und Ute Oelmann (* 1949);
- Ergänzungsband 3 (1986) und Band 7 und 8 „Gesänge“ (2000) der historisch-kritischen Frankfurter Ausgabe von Dietrich Sattler;[15];
- der in der Auseinandersetzung mit der Stuttgarter und der Frankfurter Ausgabe entstandenen Ausgabe der späten Hymnen von Dietrich Uffhausen (1989);
- der mit ausführlichen Erläuterungen und Interpretationen versehenen Gedichtausgabe von Jochen Schmidt (1992);
- Band 1 (Texte) und Band 3 (Kommentare) der weitgehend auf Erläuterungen und Interpretationen verzichtenden Ausgabe von Michael Knaupp (1992–1993).

## Inhalt
Keineswegs hat Hölderlin die Seiten in der heutigen Reihenfolge 1 bis 92 fortlaufend beschrieben. Vielmehr hat er immer wieder in schon Geschriebenes hinein korrigiert und frei gebliebene Seitenränder für nicht Zugehöriges ausgenutzt – „wahrhaft sibyllinische Blätter“. Außerdem hat er möglicherweise die Blätter zweimal umsortiert. Die kardinale Schwierigkeit bestand für die Herausgeber darin, aus Reinschriften, darübergeschriebenen Änderungen, Entwürfen, Plänen und – oft winzigen – Fragmenten die Intention des Dichters herauszufinden und wo möglich zu einem geschlossenen Lesetext zu kommen. Dabei ging es nicht ohne Interpretation ab, so dass Friedrich Beissner von „einfühlendem Mitdichten“ sprach. Die Ergebnisse unterscheiden sich, und vor allem nach Erscheinen der ersten Bände der Frankfurter Ausgabe kam es zu vehementen Kontroversen. In deren Einleitungsband hatte Sattler das Bestreben der Stuttgarter Ausgabe, Hölderlins Texte von Verderbnissen und Entstellungen zu reinigen, polemisch attackiert: „Bestritten wird nämlich, daß es bei Hölderlin andere Verderbnisse und Entstellungen gäbe als die reinigenden Eingriffe seiner Herausgeber.“ Mit seinem neuen Editionsmodell wolle er den „Weg vom ersten Konzept bis zum letztintendierten Text nachvollziehbar“ machen. Doch sind auch seine Ergebnisse in Frage gestellt, ist ihnen „Erweiterung und Kumulation“, eine „gleichsam methodische Neigung zu willkürlicher Zusammenstellung“ vorgeworfen worden.
In der heutigen Reihenfolge des Foliohefts sind die Texte gedruckt im Ergänzungsband 3 der Frankfurter Ausgabe, allerdings nur in der „typographischen Umschrift“, sowie in Band 1 (mit Kommentaren in Band 3) der Ausgabe von Michael Knaupp. In allen anderen oben genannten Ausgaben sind die Texte umgeordnet.
Die Stuttgarter Ausgabe Band 2 druckt zum Beispiel die nach Beissners Einschätzung vollendeten oder in der intendierten Form rekonstruierbaren Gedichte des Homburger Foliohefts in den Abteilungen „Elegien“ und „Die vaterländischen Gesänge“; solche „Entwürfe, die sich durch größern Umfang oder bedeutenderen Inhalt von den übrigen Plänen und Bruchstücken abheben“, in einer Abteilung „Hymnische Entwürfe“; kleinere Texte schließlich in einer Abteilung „Pläne und Bruchstücke“. Gibt es mehrere rekonstruierbare Fassungen, so werden sie separat gedruckt – bei Mnemosyne in der Abteilung „Die vaterländischen Gesänge“ beispielsweise drei, ebenso bei Das Nächste Beste in der Abteilung „Hymnische Entwürfe“. Beissner hat sich bemüht, in jeder Abteilung chronologisch zu reihen. Wo ein Gedichttitel Hölderlins fehlt, hat er einen eigenen gewählt, meist die ersten Wörter des Entwurfs, im Kommentarband (2, 2) in Spitzklammern; die „Pläne und Bruchstücke“ bleiben unbetitelt.
Die folgende Übersicht zeigt die „vollendeten“ oder „wie intendiert rekonstruierbaren“ Gedichte fett hervorgehoben, die Spitzklammern des Kommentarbandes der Stuttgarter Ausgabe und die Seitenzahlen von Band 2 Textband/Kommentarband der Stuttgarter Ausgabe.

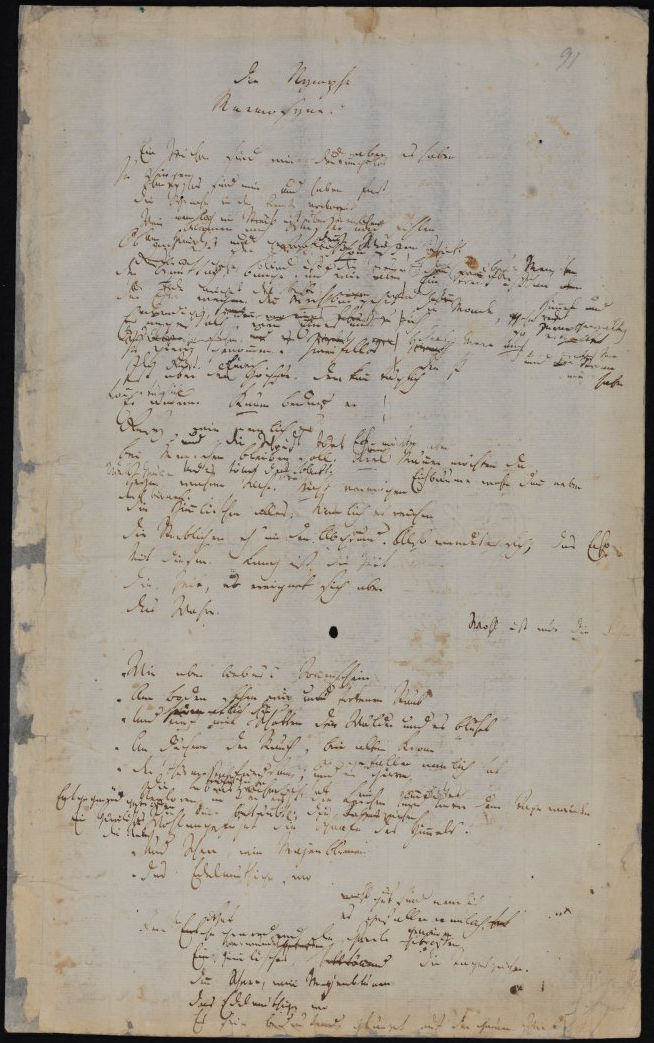
Homburger Folioheft Seite 91, Mnemosyne, ältere Überschrift Die Nymphe. „Ein Zeichen sind wir, deutungslos“ bis „Es seie bedeutend, glänzet auf der grünen Wiese“. Mehrere Entwürfe schieben sich übereinander.

- Seite 1–4 Heimkunft 000Stuttgarter Ausgabe 96/621
- Seite 5–10 Brod und Wein 000Stuttgarter Ausgabe 90/591
- Seite 11–15 Stutgard 000 Stuttgarter Ausgabe 86/584
- Seite 15–19 Der Einzige 000 Stuttgarter Ausgabe 153/743
- Seite 19–28 Patmos 000 Stuttgarter Ausgabe 165/764
- Seite 28–32 Die Titanen (Entwurf)000 Stuttgarter Ausgabe 217/850
- Seite 33–35 leer
- Seite 36–37 <Sonst nemlich, Vater Zevs ...> (Entwurf) 000 Stuttgarter Ausgabe 226/860
- Seite 38–39 Heimath (Entwurf) 000Stuttgarter Ausgabe 206/838
- Seite 40–42 Bruchstücke
- Seite 43–44 <Ihr sichergebaueten Alpen ...> (Entwurf) 000Stuttgarter Ausgabe 231/865
- Seite 45–46 <Einst habe ich die Muse gefragt ...> (Entwurf) 000Stuttgarter Ausgabe 220/852
- Seite 47–51 <Wenn aber die Himmlischen ...> (Entwurf) 000Stuttgarter Ausgabe 222/855
- Seite 52 leer
- Seite 53 <Wie Vögel langsam ziehn ...> (Entwurf) 000Stuttgarter Ausgabe 204/836
- Seite 54–56 leer bis auf ein Bruchstück
- Seite 57–58 Dem Fürsten (Entwurf) 000Stuttgarter Ausgabe 246/882
- Seite 59–63 Germanien 000Stuttgarter Ausgabe 149/738
- Seite 63–66 <An die Madonna ...> (Entwurf) 000Stuttgarter Ausgabe 211/843
- Seite 67 Bruchstücke
- Seite 68 <Und mitzufühlen das Leben ...> (Entwurf) 000Stuttgarter Ausgabe 249/883 000und <Wie Meeresküsten ...> (Entwurf) 000Stuttgarter Ausgabe 205/837
- Seite 69 <Wenn nemlich der Rebe Saft ...>(Entwurf) 000Stuttgarter Ausgabe 207/840
- Seite 70–72 Bruchstücke
- Seite 73–74 Das Nächste Beste (Entwurf) 000Stuttgarter Ausgabe 233/867
- Seite 75 <Vom Abgrund nemlich ...> (Entwurf) 000Stuttgarter Ausgabe 250/885
- Seite 76 Bruchstücke
- Seite 77–82 Kolomb (Entwurf) 000Stuttgarter Ausgabe 242/876
- Seite 83 Bruchstücke
- Seite 84 <... meinest du es solle gehen ...> (Entwurf) 000Stuttgarter Ausgabe 228/861
- Seite 85–87 leer bis auf ein Bruchstück
- Seite 88–89 <... der Vatikan ...> (Entwurf) 000Stuttgarter Ausgabe 252/889
- Seite 90 <Auf falbem Laube ...> (Entwurf) 000Stuttgarter Ausgabe 208/841
- Seite 91–92 Mnemosyne 000Stuttgarter Ausgabe 193/816

## Hölderlins Absicht
Die Texte des Foliohefts sind meist gesondert untersucht worden. Doch könnte Hölderlin, als er es begann, ein Gesamtwerk mit einer poetischen Bedeutsamkeit der Abfolge von Einzelgedichten beabsichtigt haben. So wende er sich in den drei ersten Gedichten vom Bildwerk der persönlichen Heimkehr (von der Hauslehrerstelle in Hauptwil; Heimkunft) zu religiös-elegischer Hymnik (Brod und Wein) und endlich zum feierlich erhobenen Vaterländischen (Stutgard). In den nächsten drei Gedichten stünden hintereinander Gestaltungen eines religiösen Synkretismus (Der Einzige), der christlichen Offenbarungsreligion (Patmos) und einer vorolympischen Religiosität (Die Titanen). Das Folioheft sei nicht Trümmerfeld, sondern Werkstätte. Die einzelnen Textteile seien allesamt einigen wenigen Gedichtentwürfen zuzuordnen. Die Abfolge der Gedichte verdanke sich einer „gestaltenden Hand“, einem „kompositorischen Willen.“ Unverkennbar knüpfe das „Vaterländisch-Hesperische“ die Gedichte in ihrer Abfolge.